# Дом последнего шанса
«Дом последнего шанса» (фр. Le Château de la dernière chance) — французский кинофильм с Луи де Фюнесом, снятый Жан-Полем Поленом, вышедший в 1947 году.

## Сюжет
Профессор Патюро-Дюпарк принимает в своей клинике пациентов, склонных к суициду. Используя специальную сыворотку, он меняет личность своих клиентов. Семейная пара, Иоланда и Альбер, решается обратиться к профессору, поскольку после свадьбы их отношения превратились в кошмар. Поэтому попытка изменить себя при помощи чудесной сыворотки — это их последний шанс.

## В ролях
- Робер Дхери — Альбер
- Натали Наттье — Иоланда
- Жан Марша — господин Тритонэль
- Коринн Кальве — госпожа Тритонэль
- Пьер Бертен — профессор Патюро-Дюпарк
- Жюльен Каретт — Фостен
- Маргарита Пиерри — госпожа Боз
- Луи де Фюнес — посетитель бара, обнимающий Иоланду (в титрах не указан)

## Общая информация
- Режиссёр: Жан-Поль Полен
- Сценарий: Анри Труайя
- Адаптация: Анри Труайя, Жан-Поль Полен
- Диалоги: Анри Труайя
- Производство: Francinalp (Франция)
- Производственный директор: Жан Жуа
- Оператор: Марсель Люсьен
- Звукооператор: Фернан Жанисс
- Монтаж: Рене Герен
- Композитор: Жорж Ван Парис
- Премьерный показ 16/07/1947
- Длительность: 85 мин
- Жанр: Комедия